# 胡小钉
胡小钉，中国作家，电影导演。祖籍重庆，出生于四川省南充市。1982年获得北京大学文学学士学位。1987年担任北京电影学院导演系教师。2005年，担任编剧、导演和制片人的影片《来了》在德国获柏林亚太电影节评委会大奖。

## 生平
早年做过筑路小工，下乡知青，水手等。1977年以四川省文科第一名的成绩考入北京大学中文系。在校期间，历任北京大学五四文学社负责人、戏剧组组长，曾创作独幕话剧《远方来客》在全校公演。1982年获得北京大学文学学士学位。后来从事的工作包括报社记者、编辑、英语翻译、高校教师、画家和电影导演等。
从1982年开始发表文学作品。最初是短篇小说《上场》、《清江夜话》等，发表于《鸭绿江》、《红岩》等文学期刊。1985年以电影评论文章《透过红纱巾的沉思》获得首届全国青年电影评论征文大赛一等奖第一名。其後发表一系列电影批评文章，多次获得电影评论类奖项。1986年发表比较文学论文《镜与灯——中西诗学的分界线吗？》，成为中国比较文学学会会员。
1987年担任北京电影学院导演系教师，主讲“名片解读”等课程。1993年在泰国曼谷获得台北文物展征文奖。2002年拍摄故事影片《来了》，担任编剧、导演和制片人。2005年，影片《来了》在德国获柏林亚太电影节评委会大奖。2003年，所著长篇小说《来了》由民族出版社出版。2004年，《胡小钉文集》（两卷）由作家出版社出版。

## 资料来源
- 民族出版社2003年出版的长篇小说《来了》，第237页《胡小钉访谈录》
- 作家出版社2004年出版的《胡小钉文集》第二卷第534页《作者创作年表》
- 四川大学出版社2013年出版的《胡考必胜——影视高考速成攻略》第311页《附录3》